# ナワーポン・ソー・ルンヴィサイ
ナワーポン・ソー・ルンヴィサイ（タイ語: (นวพล นครหลวงโปรโมชั่น, นวพล ศ.รุ่งวิสัย、英語: Nawaphon Sor Rungvisai、1991年9月2日 - ）は、タイのプロボクサー。ナコーンラーチャシーマー県出身。兄は元WBC世界スーパーフライ級王者のスリヤン・ソー・ルンヴィサイ。

## 来歴
2016年9月29日、WBCは、WBC世界フライ級王者のローマン・ゴンサレスとWBC世界フライ級1位のナワーポンに対して指名試合を行うよう指令を出した。
2017年3月4日、バンコクでゴンサレスの返上に伴うWBC世界フライ級王座決定戦をフアン・エルナンデスと行い、3回2分29秒TKO負けを喫した。母国のホームでメキシコのボクサーに負けたのは2000年2月12日に行われたWBC世界ミニマム級王者ワンディー・シンワンチャーがホセ・アントニオ・アギーレに敗れて以来だった。
2019年5月18日、パーククレット郡で元WBC世界フライ級王者のソニー・ボーイ・ハロと対戦し、7回1分30秒KO勝ちを収めた。
2022年10月15日、ナワーポンが初となる海外での試合をメルボルンのロッド・レーバー・アリーナで行われたデヴィン・ヘイニー対ジョージ・カンボソス・ジュニア2の前座において、WBC世界バンタム級1位のジェイソン・モロニーとWBC世界バンタム級挑戦者決定戦を行い、12回0-3（110-118×2、109-119）の判定負けを喫し井上尚弥への挑戦権を獲得出来なかった。
2023年8月26日、バンコクでWBC世界バンタム級2位のビンセント・アストロラビオとWBC世界バンタム級挑戦者決定戦を行い、11回TKO負けを喫しアレハンドロ・サンティアゴへの挑戦権を獲得出来なかった。
2023年12月31日、日本のリングに初登場。大田区総合体育館で元WBC世界フライ級王者比嘉大吾と対戦し、4回2分29秒KO負けを喫した。
2025年3月30日、愛知県国際展示場ホールAで中川麦茶とスーパーバンタム級8回戦で対戦し、5回1分53秒TKOで敗れた。

## 獲得タイトル
- ABCOフライ級王座
- ABCOコンチネンタルスーパーフライ級王座
- ABCOバンタム級王座